# Osservatorio di Cincinnati
L'Osservatorio di Cincinnati è un osservatorio astronomico situato a Cincinnati, nell'Ohio (Stati Uniti), nei pressi del quartiere residenziale di Mount Lookout. È formato da due edifici che ospitano due telescopi rifrattori, con apertura rispettivamente di 28 e 41 centimetri. Fondato nel 1842, è il più antico osservatorio professionale degli Stati Uniti. Pur non potendo competere con i moderni telescopi riflettori, sofferente da subito a causa dell'inquinamento luminoso ed anche a causa del degrado degli impianti mai aggiornati, ha sempre mantenuto un ruolo importante nell'ambito dell'istruzione e della divulgazione astronomica; dal 1979 è incorporato nel Dipartimento di Fisica dell'Università di Cincinnati.

## Storia

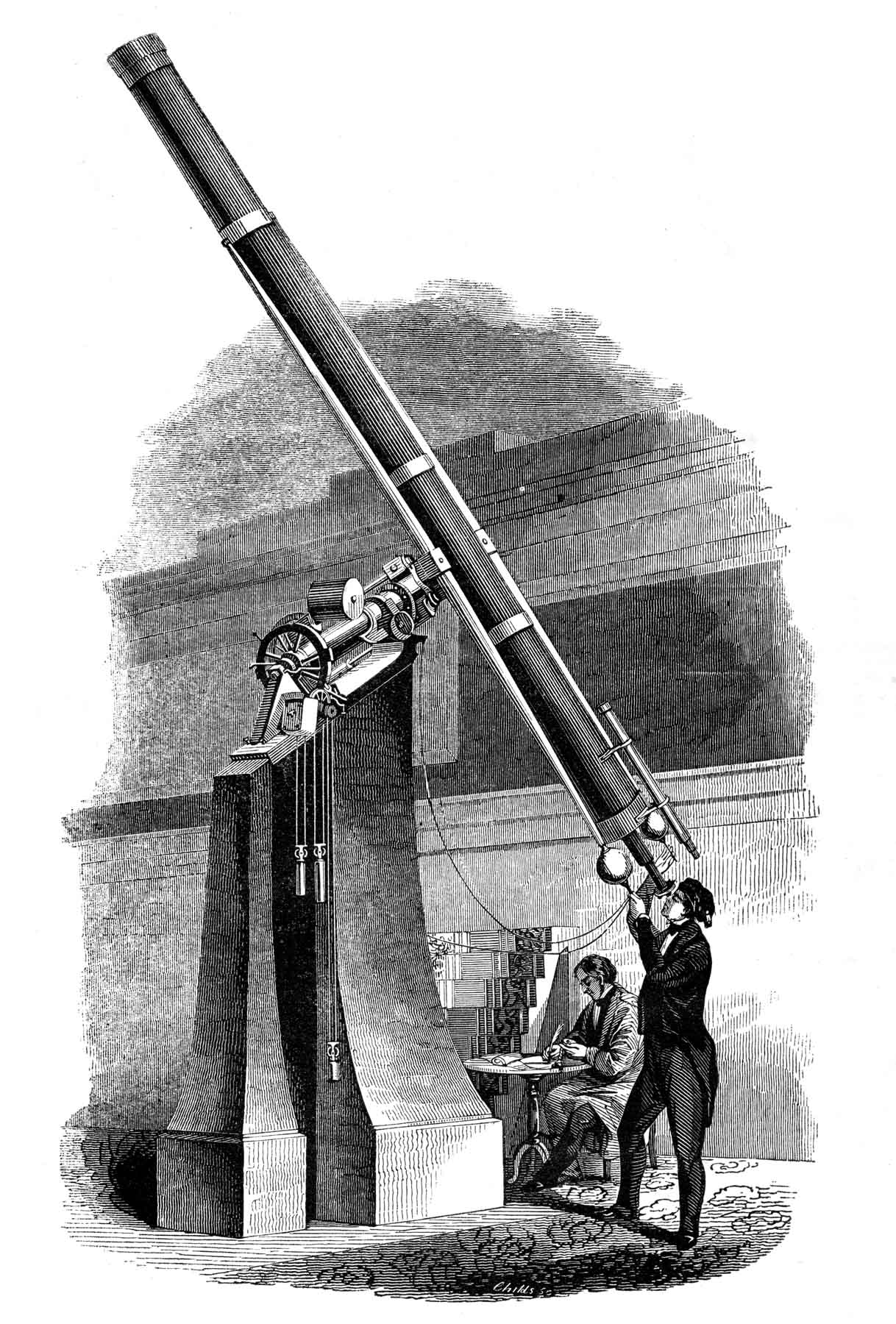
Illustrazione del telescopio rifrattore da 11 pollici (28 cm) "Merz e Mahler"

L'osservatorio di Cincinnati fu inizialmente costruito da Ormsby M. Mitchel nel quartiere di Mount Adams, un'area collinare circondata da parchi che domina il centro di Cincinnati. Il banchiere Nicholas Longworth donò 4 acri (1,6 ettari) di terreno allo scopo. Attualmente sul sito si trovano il monastero e la cappella della Santa Croce. La prima pietra dell'edificio fu posata il 9 novembre 1843 e a presiedere l'occasione fu l'ex presidente americano John Quincy Adams.
Il telescopio rifrattore Merz era il più grande degli Stati Uniti all'epoca della realizzazione dell'osservatorio.
Nel 1871 l'osservatorio passò sotto il controllo dell'Università di Cincinnati, e nel 1873 fu trasferito nel quartiere di Mount Lookout dove si trova ancora oggi, lontano dagli agenti inquinanti . Il terreno su cui sorge fu donato alla città da John Kilgour nel 1872. L'edificio fu costruito dallo studio dell'architetto di Cincinnati Samuel Hannaford. Dal 1884 al 1930 l'osservatorio fu diretto dall'astronomo Jermain G. Porter. La struttura fa parte di un più ampio distretto nel quartiere residenziale di Hyde Park e nel 1998 è stato dichiarato National Historic Landmark.
L'asteroide 1373 Cincinnati è stato intitolato all'osservatorio, con menzione al gruppo di collaboratori che ha contribuito alla determinazione dei parametri orbitali del corpo celeste.

### Strumentazione
- Rifrattore Merz e Mahler da 11 pollici del 1845 – Situato nel Mitchel Building. Potrebbe essere il più antico telescopio continuativamente utilizzato al mondo. Al giorno d'oggi è utilizzato per i programmi di istruzione pubblica.
- Rifrattore Alvan Clark & Sons da 16 pollici del 1904 – Situato nell'Edificio Herget; viene utilizzato durante i programmi di istruzione pubblica e nella ricerca universitaria.